# Regering-Juncker-Polfer
De Regering-Juncker-Polfer was van 13 juni 1999 tot 31 juli 2004 in Luxemburg aan de macht.
- Bij de parlementsverkiezingen van 1999 boekte de liberale Demokratesch Partei (DP) van Lydie Polfer een verkiezingsoverwinning. De twee regeringspartijen; de Chrëschtlech Sozial Vollekspartei (CSV) van premier Jean-Claude Juncker en de Lëtzebuerger Sozialistesch Aarbechterpartei (LSAP) van vicepremier Jacques Poos leden flinke verliezen. De CSV bleef echter wel de grootste. Jean-Claude Juncker (CSV) bleef premier en vormde een kabinet van CSV en DP. Lydie Polfer (DP) werd vicepremier.

## Samenstelling
|  | Jean-Claude Juncker     | premier en minister van Financiën                                                                    | CSV |
|  | Lydie Polfer            | Vicepremier, minister van Buitenlandse Zaken, Buitenlandse Handel, Wetgeving en Wetshervorming       | DP  |
|  | Fernand Boden           | Minister van Landbouw, Wijnbouw, Landelijke Ontwikkeling, Middenstand, Toerisme en Woningbouw        | CSV |
|  | Marie-Josée Jacobs      | Minister van Familie, Sociale Solidariteit, Jeugd en Vrouwenemancipatie                              | CSV |
|  | Erna Hennicot-Schoepges | Minister van Cultuur, Hoger Onderwijs, Onderzoek en Openbare Werken                                  | CSV |
|  | Michel Wolter           | Minister van Binnenlandse Zaken                                                                      | CSV |
|  | Luc Frieden             | Minister van Justitie en Begrotingszaken                                                             | CSV |
|  | Anne Brasseur           | Minister van Onderwijs, Beroepen en Sport                                                            | DP  |
|  | Henri Grethen           | Minister van Economische Zaken en Transport                                                          | DP  |
|  | Charles Goerens         | Minister van Coöperatie, Ontwikkelingssamenwerking, Landsverdediging en Milieu                       | DP  |
|  | Carlo Wagner            | Minister van Volksgezondheid en Sociale Zaken                                                        | DP  |
|  | François Biltgen        | Minister van Arbeid, Contacten met het Parlement, Religieuze Zaken en onderminister van Communicatie | CSV |
|  | Joseph Schaack          | Staatssecretaris van Wetgeving en Wetshervorming                                                     | DP  |
|  | Eugène Berger           | Staatssecretaris van Milieu                                                                          | DP  |